# IJsland op het Eurovisiesongfestival 1991
IJsland nam deel aan het Eurovisiesongfestival 1991 in Rome, Italië. Het was de zesde deelname van het land op het Eurovisiesongfestival. De artiest werd gezocht via de nationale voorronde Söngvakeppni Sjónvarpsins. RUV was verantwoordelijk voor de IJslandse bijdrage voor de editie van 1991.

## Selectieprocedure
Söngvakeppni Sjónvarpsins 1991 bestond uit 1 finale en werd gewonnen door het duo Stefan & Eyfi. Zij mochten aldus IJsland vertegenwoordigen op het Eurovisiesongfestival van dat jaar, met het nummer Draumur um Nínu.

### Uitslag
| Volgorde | Artiest                                                                       | Lied                                  | Punten | Plaats |
| -------- | ----------------------------------------------------------------------------- | ------------------------------------- | ------ | ------ |
| 1        | Jóhannes Eiðsson & Sigrún Eva Ármannsdottir                                   | Lengi lifi lifið                      | 62     | 3de    |
| 2        | Ruth Reginalds & Ingvar Grétarsson                                            | Í fyrsta sinn                         | 47     | 4de    |
| 3        | Sigriður Guðnadóttir                                                          | Mér þykir rétt að þu fair að vita pað | 30     | 9de    |
| 4        | Jóhanna Linnet                                                                | Stjarna                               | 39     | 6de    |
| 5        | Helga Möller, Erna Þórarinsdóttir, Arnar Freyr Gunnársson & Kristján Gíslason | Í dag                                 | 76     | 2de    |
| 6        | Ivar Halldórsson                                                              | Í einlægni                            | 33     | 7de    |
| 7        | Kristján Gíslason                                                             | Stefnumót                             | 19     | 10de   |
| 8        | Ruth Reginalds                                                                | Í leit að þér                         | 45     | 5de    |
| 9        | Eyjólfur Kristjánsson & Stefán Hilmarsson                                     | Draumur um Nínu                       | 97     | 1ste   |
| 10       | Áslaug Fjóla Magnúsdóttir & Sigriður Guðnadóttir                              | Á fullri ferð                         | 32     | 8ste   |

## In Rome
Op het Eurovisiesongfestival moest IJsland aantreden als tweede, na Joegoslavië en voor Malta. Aan het einde van de puntentelling bleek dat Stefan & Eyfi op een 15de plaats waren geëindigd met 26 punten.
Nederland nam niet deel in 1991, België had geen punten over voor de IJslandse inzending.

### Gekregen punten

#### Finale
| 12 punten   | 10 punten     | 8 punten | 7 punten | 6 punten |
| ----------- | ------------- | -------- | -------- | -------- |
|             | - Zweden      |          | - Italië |          |
| 5 punten    | 4 punten      | 3 punten | 2 punten | 1 punt   |
| - Duitsland | - Zwitserland |          |          |          |

### Punten gegeven door IJsland

#### Finale
Punten gegeven in de finale:
| 12 punten | Zweden      |
| 10 punten | Israël      |
| 8 punten  | Portugal    |
| 7 punten  | Frankrijk   |
| 6 punten  | Noorwegen   |
| 5 punten  | Zwitserland |
| 4 punten  | Luxemburg   |
| 3 punten  | Cyprus      |
| 2 punten  | Spanje      |
| 1 punt    | Finland     |